# Walter Harriman (homme politique)
Pour les articles homonymes, voir Walter Harriman.
Walter Harriman, né le 8 avril 1817 et mort le 25 juillet 1884, est un homme politique américain. Membre du Parti républicain, il est gouverneur du New Hampshire de 1867 à 1869.

## Biographie
Avant de se lancer en politique, Harriman est enseignant et commerçant. Il siège à la Chambre des représentants du New Hampshire de 1849 à 1850 puis devient Trésorier de l'État (1853-54). Il travaille un temps à Washington puis revient dans le New Hampshire où il retrouve la General Court, à la Chambre des représentants (1858-59) puis au Sénat du New Hampshire (1859-61).
Durant la guerre de Sécession, Harriman participe à la bataille de la Wilderness où il est capturé. À sa libération, il est promu brigadier général.
Après la guerre, il est élu secrétaire d'État du New Hampshire (1865-67) puis gouverneur de l'État en 1867. Il est réélu en 1868. Il devient par la suite officier de la marine dans le port de Boston jusqu'en 1877. En 1881, il retrouve la Chambre des représentants de son État natal pour un dernier mandat.